# تيلو كيرر
يان تيلو كيرر (بالألمانية: Jan Thilo Kehrer) (مواليد 21 سبتمبر 1996 في توبينغن، ألمانيا) هو لاعب كرة قدم ألماني، يلعب حاليًا لنادي وست هام يونايتد في الدوري الإنجليزي الممتاز و‌منتخب ألمانيا لكرة القدم في مراكز خط الوسط الدفاعي وقلب الدفاع والظهير الأيسر.

## روابط خارجية
- تيلو كيهرير على موقع الاتحاد الأوربي (الإنجليزية)
- تيلو كيهرير على موقع قاعدة بيانات كرة القدم.إي يو (الإنجليزية)
- تيلو كيهرير على موقع بيانات كرة القدم. دي إي (الألمانية)
- تيلو كيهرير على موقع ليكيب (الفرنسية)
- تيلو كيهرير على موقع ناشيونال فوتبول تيمز (الإنجليزية)
- تيلو كيهرير على موقع Soccerbase.com (لاعب) (الإنجليزية)
- تيلو كيهرير على موقع Soccerway.com (الإنجليزية)
- تيلو كيهرير على موقع عالم كرة القدم.نت (الإنجليزية)
- تيلو كيهرير على موقع كووورة
- تيلو كيهرير على موقع AS.com (الإسبانية)